# Berberis amoena
Berberis amoena là một loài thực vật có hoa trong họ Hoàng mộc. Loài này được Dunn mô tả khoa học đầu tiên năm 1911.